# 문규민
문규민(文奎珉)은 대한민국의 탁구 선수였다. 1990년 중공 북경 아시안게임에서 단체 금메달을 획득했다.